# کرنلیوس یاکوبوس گورتر
کرنلیوس یاکوبوس گورتر (هلندی: Cornelis Jacobus Gorter؛ زاده ۱۴ اوت ۱۹۰۷ درگذشته ۱۹۸۰) یک فیزیک‌دان اهل هلند بود.